# Плејнвју (Небраска)
Плејнвју (енгл. Plainview) град је у америчкој савезној држави Небраска.

## Демографија
По попису из 2010. године број становника је 1.246, што је 107 (-7,9%) становника мање него 2000. године.
| Група             | 2000.         | 2010.         |
| Белци             | 1.318 (97,4%) | 1.219 (97,8%) |
| Афроамериканци    | 2 (0,1%)      | 4 (0,3%)      |
| Азијати           | 6 (0,4%)      | 2 (0,2%)      |
| Хиспаноамериканци | 5 (0,4%)      | 16 (1,3%)     |
| Укупно            | 1.353         | 1.246         |